# Erythronium grandiflorum
Erythronium grandiflorum es una especie de planta bulbosa perteneciente a la familia de las liliáceas la cual es conocida con los diferentes nombres comunes de yellow avalanche lily, glacier lily, y dogtooth fawn lily. Es originaria del oeste de Norteamérica desde California a Alberta o Nuevo México. Se puede encontrar en los prados subalpinos de montaña, en pendientes, y en los claros. 

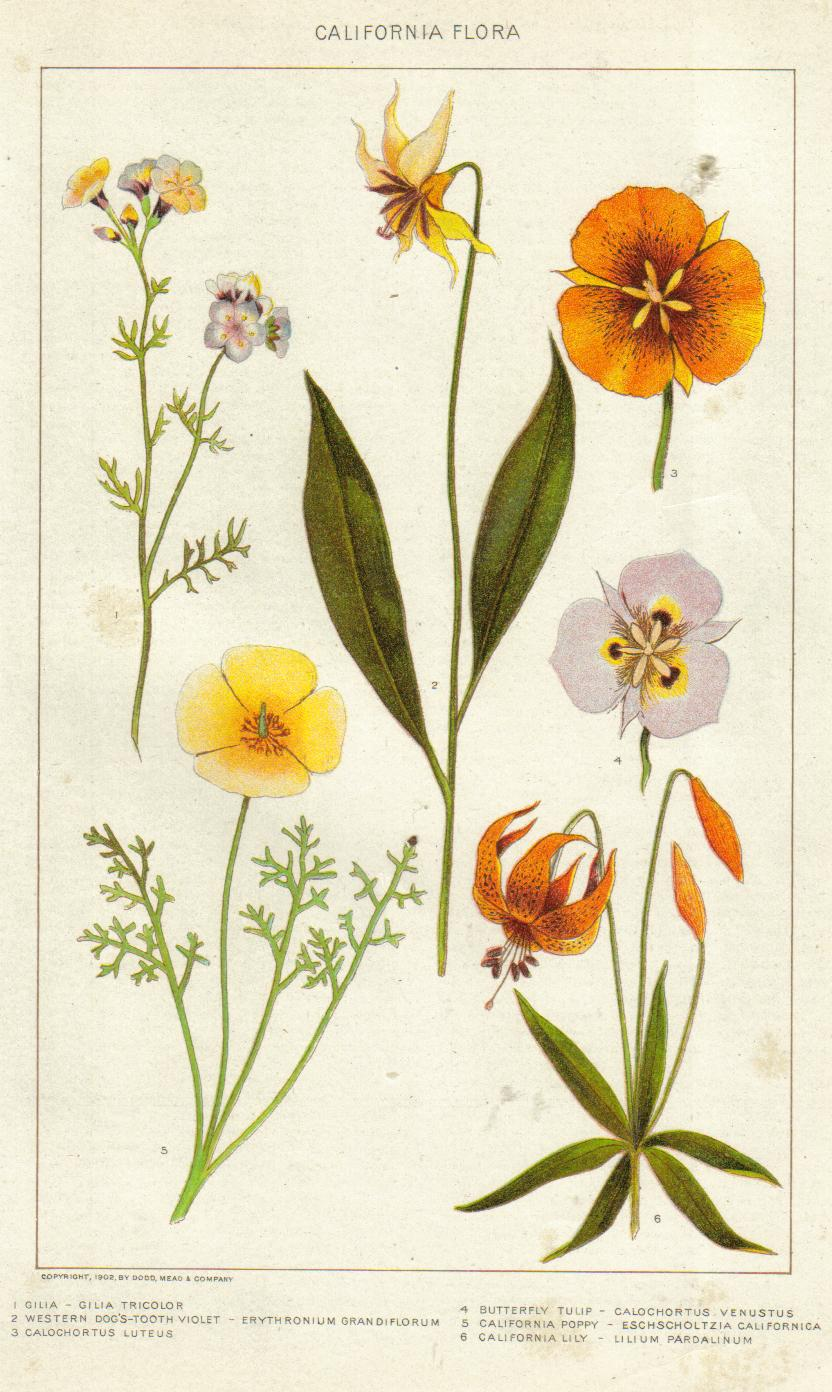
Ilustración

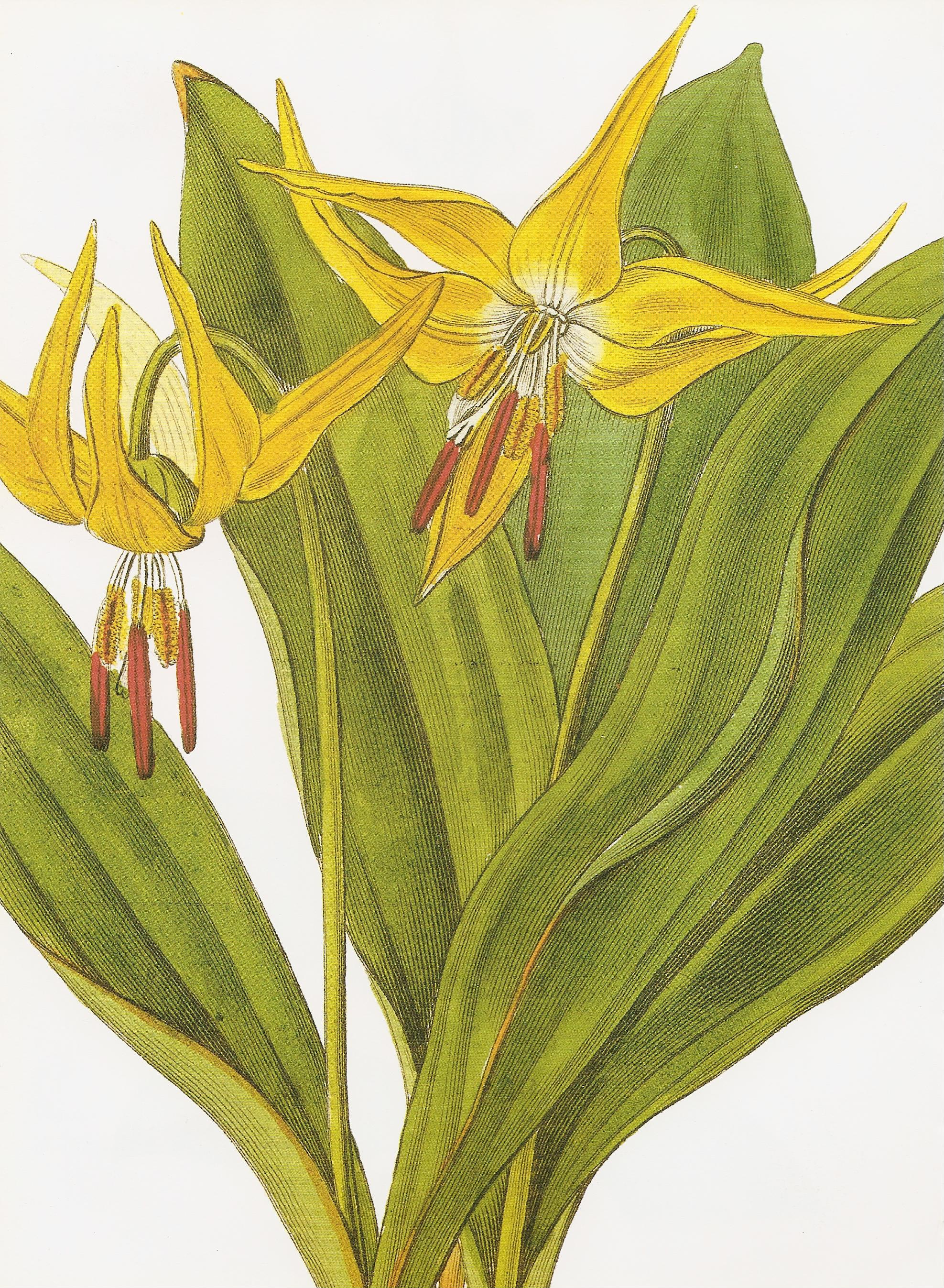
Ilustración

## Descripción
La planta crece a partir de un profundo bulbo que tiene 3 a 5 centímetros de ancho. Sus dos hojas verdes son onduladas y de hasta 20 centímetros de largo. El tallo puede alcanzar los 30 centímetros de altura y lleva de una a tres flores vistosas. Cada flor tiene los tépalos de color amarillo limón brillante, estambres blancos con anteras grandes de color blanco a amarillo a rojo y estilo blanco. La flor es polinizada por abejorros y abejas. El bulbo es un alimento importante y preferente del oso pardo. El venado bura fácilmente se alimenta del follaje. 

## Taxonomía
Erythronium grandiflorum fue descrita por  Frederick Traugott Pursh    y publicado en Flora Americae Septentrionalis; or, . . . 1: 231. 1814[1813].
Etimología
Erythronium: nombre genérico que se refiere al color de las flores de algunas de sus especies de color rojo (del griego erythros = rojo), aunque también pueden ser de color amarillo o blanco.
grandiflorum: epíteto latino que significa "con grandes flores".
Sinonimia
- Erythronium maximum Douglas ex Baker, J. Linn. Soc., Bot. 14: 298 (1874).
- Erythronium speciosum Nutt. ex Baker, J. Linn. Soc., Bot. 14: 298 (1874).
- Erythronium obtusatum Goodd., Bot. Gaz. 33: 67 (1902).
- Erythronium parviflorum (S.Watson) Goodd., Bot. Gaz. 33: 67 (1902).
- Erythronium leptopetalum Rydb., Fl. Rocky Mts.: 165 (1917).
- Erythronium utahense Rydb., Fl. Rocky Mts.: 165 (1917).
- Erythronium nudipetalum Applegate, Contr. Dudley Herb. 1: 189 (1933).
- Erythronium pallidum (H.St.John) G.N.Jones, Univ. Washington Publ. Biol. 7: 58 (1938).[4]